# ヒア・イット・カムズ・アゲイン (メラニー・チズムの曲)
「ヒア・イット・カムズ・アゲイン」（Here It Comes Again）はスパイス・ガールズのメンバー、メラニー・チズムのセカンド・ソロアルバム『リーズン』に収録されている、同アルバムからのファースト・シングルである。2003年2月24日にヴァージン・レコードからリリースされ、UKチャート最高7位をマークした。また、ロシアではチャート1位をマークした。4万枚を売り上げ、2003年の売り上げランキング190位になった。

## トラックリスト
- ヨーロッパ

1. "Here It Comes Again" [ラジオ・エディット] - 4:07
2. "Love to You" - 4:36
3. "Like That" - 3:09

- UK

1. "Here It Comes Again" [ビデオ] - 4:07
2. "Love to You" - 4:36
3. "Living without You" - 4:06
4. "Here It Comes Again" メイキングビデオ映像 - 2:00

- カナダ

1. "Here It Comes Again" [ラジオ・エディット] - 4:07
2. "Love to You" - 4:36

## チャート
| チャート       | 順位 | 売り上げ |
| -------------- | ---- | -------- |
| UK             | 7    | 40,000   |
| オランダ       | 36   |          |
| ブラジル       | 15   |          |
| カナダ         | 33   |          |
| イタリア       | 10   |          |
| ポーランド     | 12   |          |
| スペイン       | 16   |          |
| オーストラリア | 89   |          |
| オーストリア   | 49   |          |
| ロシア         | 1    |          |
| スウェーデン   | 36   |          |
| スイス         | 61   |          |